# Zdeněk Šarapatka
Zdeněk Šarapatka (* 22. července 1958) je český publicista a politický komentátor. Kolem přelomu století byl odborným poradcem tehdejšího premiéra Miloše Zemana a následně vrchním ředitelem sekce premiéra Stanislava Grosse, v letech 2015 až 2021 byl členem Rady České televize.

## Život
Původní profesí typograf vystudoval speciální pedagogiku a sociální patologii na Univerzitě Karlově v Praze. V oboru působil mimo jiné jako středoškolský učitel psychologie a od roku 1990 jako ředitel Středního odborného učiliště polygrafického v Praze. Do roku 1998 byl členem ČSSD.
Ve volbách do Senátu PČR v roce 1998 kandidoval jako člen ČSSD v obvodu č. 19 – Praha 11. Se ziskem 17,03 % hlasů se však umístil na 3. místě a nepostoupil do druhého kola. V něm podpořil tehdejšího senátora ODA Daniela Kroupu. Následně si ho tehdejší premiér Miloš Zeman vybral jako svého odborného poradce pro školství, vědu a výzkum. Jako jediný nebyl do premiérského týmu vybrán Zemanovým šéfporadcem Šloufem. Do širšího povědomí se dostal v souvislosti s aférou Olovo. Ta vypukla v květnu 2000, kdy deník MF Dnes přinesl informaci, že mezi poradci premiéra Zemana vznikl hanopis za účelem zdiskreditovat významnou představitelku ČSSD a Zemanovu vnitrostranickou kritičku Petru Buzkovou. V srpnu téhož roku Šarapatka usvědčil z autorství Olova Šloufova poradce Vratislava Šímu, bývalého aparátníka SSM, který se jako Šloufův podřízený na ústředním výboru SSM zabýval před rokem 1989 propagandistickými kampaněmi. Policie a státní zástupce Šímu obvinili, nadřízený státní zástupce ale konstatoval, že skutek Šíma sice spáchal, ale nebyl společensky nebezpečný. Nejvyšší státní zástupkyní byla v době vyšetřování aféry Marie Benešová, Zemanova někdejší poradkyně. Tímto krokem Šarapatka proti sobě popudil většinu prozemanovské ČSSD. Na protest proti praktikám premiéra Zemana proto odešel z Úřadu vlády, vystoupil z ČSSD a opustil politiku i státní správu. V knize Rudý Zeman kauzu dokumentuje populární novinář a spisovatel Jaroslav Kmenta.
Rok byl nezaměstnaný, pak jej ministr vnitra ČR Stanislav Gross přes výhrady Miloše Zemana zaměstnal jako úředníka ve své vicepremiérské kanceláři na Úřadu vlády a poté jako vrchního ředitele sekce premiéra, jenž řídil některé odborné útvary Úřadu vlády a vládní protokol. Na podzim 2004 byl ale Šarapatka odvolán a dostal výpověď poté, co informoval veřejnost o minulosti Grossova spolupracovníka Pavla Přibyla. Přes skutečnost, že Přibyl jako příslušník komunistické SNB bil na Národní třídě studenty, jej Gross jmenoval do čela Úřadu vlády. Pod tlakem veřejného mínění pak Přibyl rezignoval. Hned poté Gross nahradil Šarapatku pozdějším velvyslancem v Rusku Miroslavem Kostelkou a pak Zdeňkem Doleželem z korupční kauzy „Pět na stole v českých“. V roce 2005 však rozhodl soud o neplatnosti Šarapatkovy výpovědi; Úřad vlády pochybení uznal a proti rozsudku se neodvolal.
Je autorem knihy Jak jsem se bavil v politice. V roce 2006 ji vydalo nakladatelství Firma 6P. Od roku 2006 nastoupil novinářskou dráhu. Je komentátorem názorového deníku Forum 24. Do roku 2013 moderoval politické diskuze v BTV, TV Public, TV Barrandov a Rádiu Bonton.
V květnu 2015 kandidoval do Rady České televize, ale nebyl zvolen, hlasy mu totiž odmítli dát příznivci Miloše Zemana mezi poslanci sociální demokracie. V dalších kolech hlasování do Rady ČT v září 2015 ale uspěl, získal 93 hlasů od 155 poslanců (porazil tím kanoistu Martina Doktora či geologa Václava Cílka). Šarapatka vystupoval proti snahám části českých politiků a ruské propagandy manipulovat veřejnoprávním zpravodajstvím ČT. Znám byl také jeho veřejný, kritický postoj k pořadu ČT Máte slovo a zvýhodňování předsedy politického hnutí ANO Andreje Babiše. Šarapatka navrhl zrušení pořadu pro porušování zákona o České televizi. V červnu 2020 iniciovala poslankyně hnutí ANO 2011 Barbora Kořanová odvolání Zdeňka Šarapatky z Rady České televize, s návrhem ve Volebním výboru Poslanecké sněmovny ale neuspěla. Její snahu odsoudila řada osobností z mediální branže. V Radě ČT Šarapatka hájil svobodu slova a nezávislost České televize před pokusy radních, zastupujících politické proudy z hnutí ANO 2011, SPD, KSČM a prezidenta Zemana, o její politické ovládnutí. Mandát člena Rady ČT mu zanikl v září 2021.
V květnu 2019 Obvodní soud pro Prahu 1 rozhodl, že ministerstvo financí má do sedmi dnů od právní moci rozsudku poslat Zdeňku Šarapatkovi doporučený dopis, v němž se mu Česká republika omluví za dehonestující výrok prezidenta Zemana. Prvoinstanční rozsudek potvrdil v únoru 2020 pravomocně i pražský městský soud. Protože k omluvě nedošlo, v červnu se Šarapatka obrátil na soudního exekutora k vymáhání rozsudku, exekuční řízení však bylo pozastaveno kvůli podanému dovolání ministerstva financí k Nejvyššímu soudu. Ten v září 2020 dovolání odmítl a potvrdil povinnost státu omluvit se Šarapatkovi za Zemanovy výroky. Ministerstvo financí poté podalo ústavní stížnost proti rozhodnutí Nejvyššího soudu. Ústavní soud mu ve svém nálezu vyhověl s tím, že se Šarapatkovi neměl omlouvat stát, ale Zeman jako soukromá osoba. Věc tak podle nálezu ÚS znovu projednal Obvodní soud pro Prahu 1, který z tohoto důvodu, že nemělo být žalováno ministerstvo, ale přímo Miloš Zeman, žalobu zamítl. V novém řízení v květnu 2022 dal Šarapatkovi zapravdu Okresní soud v Rakovníku s tím, že jej prezident záměrně dehonestoval a Zemanovi nařídil písemnou omluvu. V červenci 2022 podal Zdeněk Šarapatka Obvodnímu státnímu zastupitelství pro Prahu 1 trestní oznámení kvůli podezření, že soukromé právní služby hradí Zemanovi Kancelář prezidenta republiky ze státního rozpočtu. Státní zástupce předal věc k prošetření Národní centrále proti organizovanému zločinu. Miloš Zeman se proti rozsudku dovolal k Nejvyššímu soudu České republiky, ten ale dal za pravdu Šarapatkovi a potvrdil tak rozsudky nižších soudů. V dubnu 2024 se Zeman svému exporadci písemně omluvil. Přesto Miloš Zeman lež o Zdeňku Šarapatkovi v květnu 2024 zopakoval a čelil tak jeho další žalobě. Rakovnický okresní soud proto Zemana odsoudil k další písemné omluvě svému exporadci, navíc uveřejněné na webu Parlamentní listy a k zaplacení 50 tis. Kč finanční kompenzace žalobci. Proti rozsudku se Zeman neodvolal a Zdeňku Šarapatkovi se 30. ledna 2025 znovu veřejně omluvil (https://www.seznamzpravy.cz/clanek/domaci-exprezident-zeman-se-omluvil-sarapatkovi-za-slova-o-vyhazovu-naridil-mu-to-soud-269156).
Ve volbách do Senátu PČR v roce 2022 kandidoval jako nestraník za TOP 09 v obvodu č. 28 – Mělník. Se ziskem 10,94 % hlasů se umístil na 4. místě a do druhého kola voleb nepostoupil.